# Schizogyniidae
Famille
Les Schizogyniidae Trägårdh, 1951 sont une famille d'acariens Antennophorina. Elle contient six genres et sept espèces décrites.

## Classification
- Fusura Valle & Fox, 1966 1e
- Choriarchus Kinn, 1966 1e
- Indogynium Sellnick, 1954 1e
- Mixogynium Ryke, 1957 1e
- Paraschizogynium Hunter & Rosario, 1987 1e
- Schizogynium Trägårdh, 1951 2e